# 卡明雷亚尔
卡明雷亚尔，是西班牙阿拉贡自治区特鲁埃尔省的一个市镇。总面积44平方公里，总人口777人（2001年），人口密度18人/平方公里。